# بهاءالدین ابوالمحاسن
قاضی بهاءالدین ابوالمحاسن از علما و قضات عالیقدر فارس در زمان سلاطین آل مظفر و هم‌زمان با حافظ در قرن هشتم هجری قمری بود. تولد وی در سال ۷۰۰ هجری قمری دانسته شده‌است. به نوشتهٔ شدالازار برای تکمیل تحصیلات به تبریز رفت و از محضر علاءالدین طاووسی، فخرالدین جاربردی و شرف الدین طیبی استفاده برد. نویسندهٔ شدالازار او را مفتی چهار مذهب تسنن می‌داند. قاضی بهاءالدین در مدرسه عضدیه شیراز به تدریس اشتغال داشت و به سال ۷۸۲ هجری قمری در شیراز به درود حیات گفت. تألیفات:
1. بیان الفتاوی فی شرح الحاوی
2. شرح الشامل الصغیر لابن المفسر
3. شرح المنظومه فی الفرائض
4. الرساله البالغه فی الاجتهاد
5. ایجاز المختصر لابن الحاجب
6. شرح برینابیع الاحکام
7. تواریخ امم مشهور به موجز تاریخ[۱]